# Украинская социалистическая партия (1900)
Украинская социалистическая партия (УСП) — партия, основана в 1900 году в Киеве, деятельность вела на Правобережной Украине.
Программа партии наследовала программу Польской социалистической партии с достижением социального строя и независимости Украины. Лидером УСП был Б. Ярошевский, печатный орган — газета «Хорошая Новость» (укр. Добра Новина) (издавалась во Львове). В 1903 году УСП объединилась с Революционной украинской партией, в 1904 году из неё вышла, но уже не возобновляла своей деятельности. УСП была малочисленным формированием, её деятельность ограничивалась изданием политических брошюр.